# Валки (місто)
Ва́лки — місто Богодухівського району Харківської області. Площа — 13 км². Населення — 8 500 осіб (2024). Відстань до облцентру становить близько 55 км і проходить автошляхом E40.

## Географія
Місто Валки розташоване на березі річки Мжа, на річці Велика Загата. До міста примикають села Костів і Гонтів Яр. Через місто проходять автомобільні дороги Т 1901 і М03.

## Історія

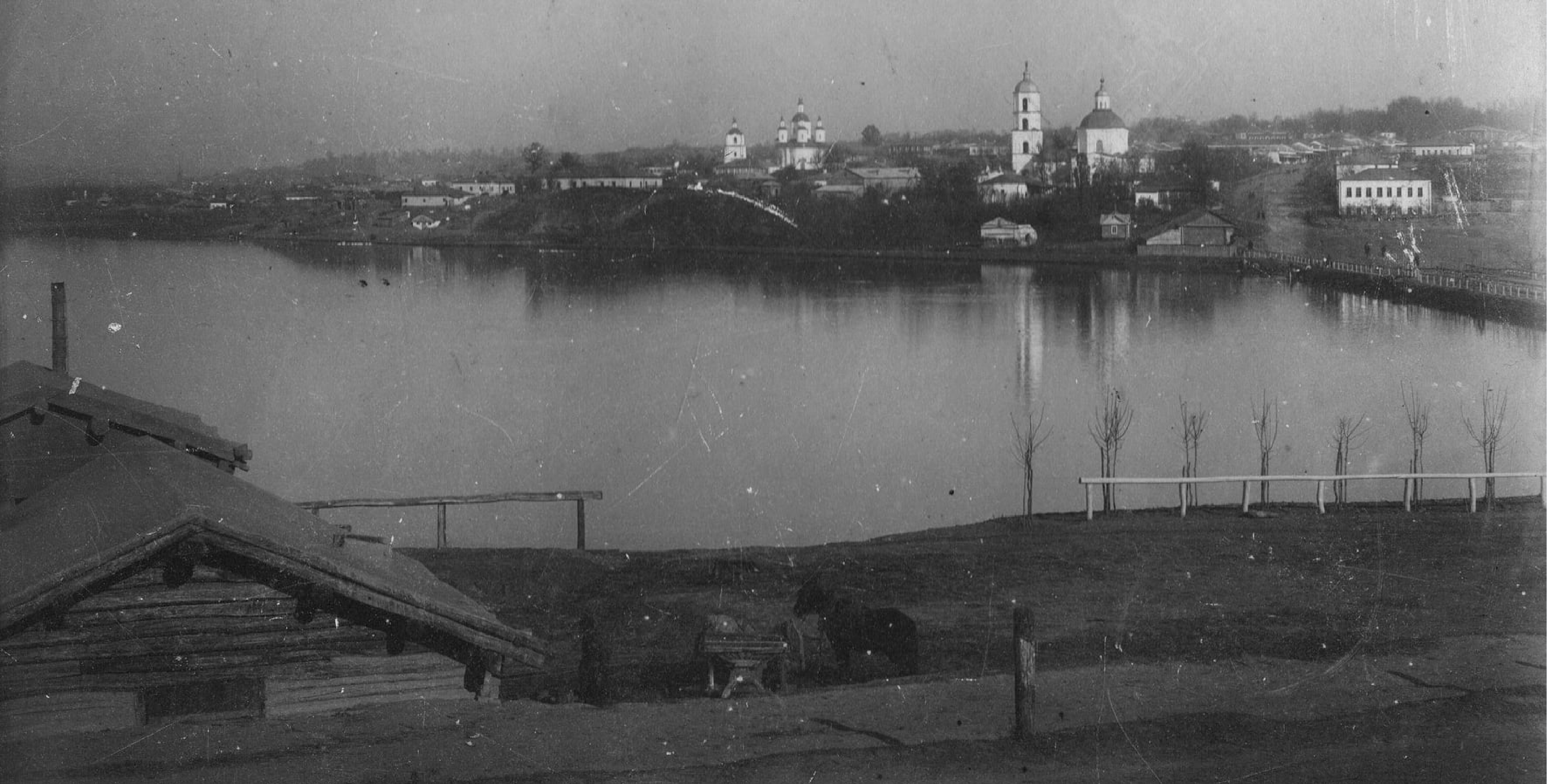
Вид на центр міста Валки, 1895, фото О. Голяковський

Стародавня історія Валківщини бере свій початок у далекому минулому. Завдяки археологічним дослідженням встановлено, що на цій землі жили ще первісні мисливці 15-30 тис. років тому, а в епоху пізньої кам'яної і бронзової доби (V—VI тисячоліття до н. е.) тут жили племена так званої Дніпро-донецької культури. Були на Валківщині й поселення бронзового віку (ІІ-І тис. до н. е.), перше з яких відкрите археологами поблизу села Війтенки 1975 р.
Також археологи знайшли на території району осередки культури скіфського періоду. Вони довели, що Валківщина в ті часи була центром культури меланхленів. Ці племена займалися тваринництвом, землеробством і ремеслом. Припускається, що саме у скіфські часи було збудовано Перекіпський вал. Оборонна споруда між верхів'ями річок Коломак та Мжа, захищала від нападників спершу скіфів-землеробів, значно пізніше — рубежі Московької держави. Ймовірно, що саме цей вал дав назву Валкам.
У першій половині XII століття під час татаро-монгольського набігу ця територія зазнала нещадного спустошення і невдовзі перетворилась на так зване «Дике поле», укрите лісами та степовими травами.

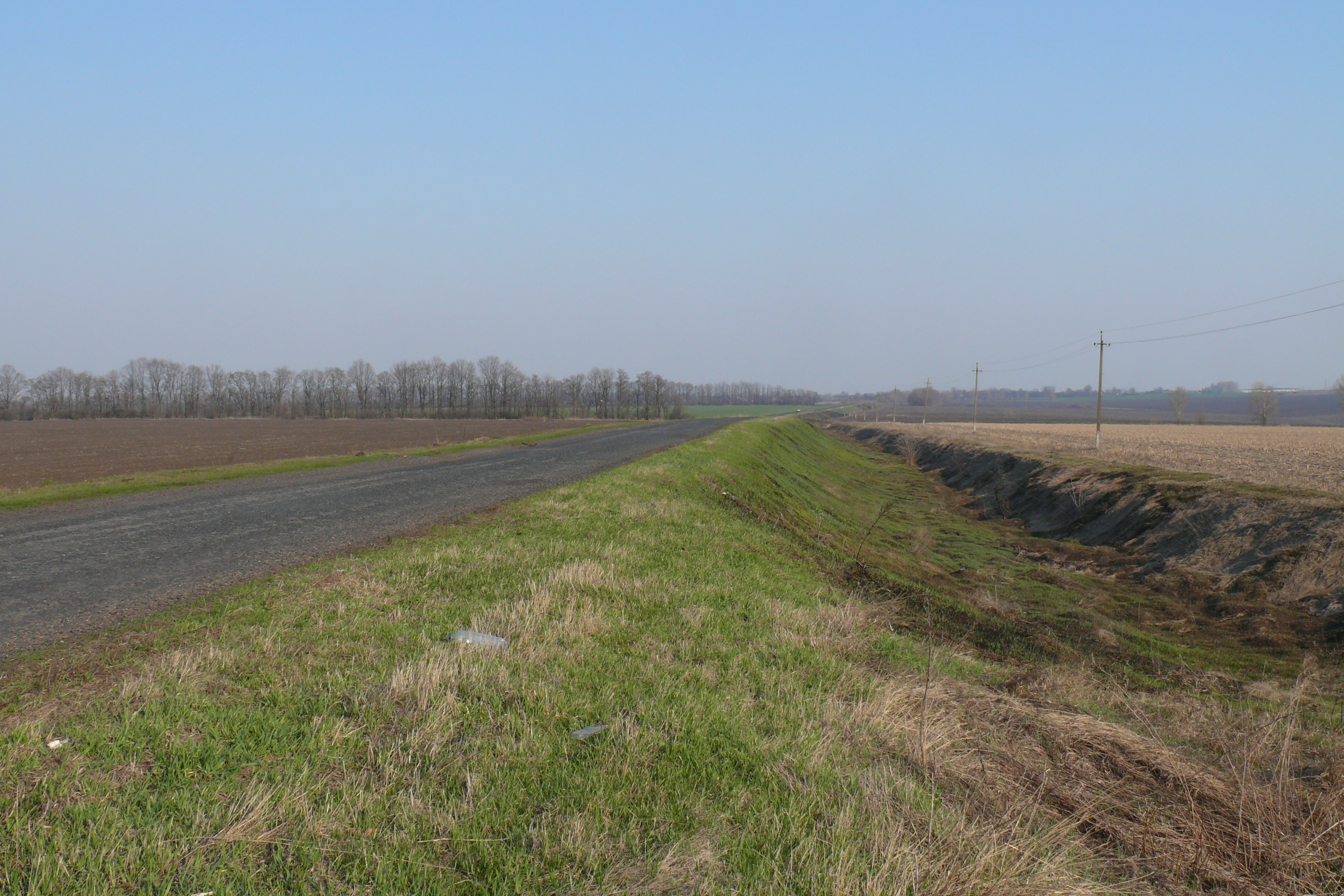
Дорога Високопілля — Перекіп, облаштована на Перекіпському валу

Саме тут, між лісами й болотами, проходив сумно відомий Муравський шлях — шлях із Криму на Московію, яким здійснювали набіги за здобиччю та невільниками кримські і ногайські татари. Для захисту від них на початку XVII століття серед «дикого поля» почали створюватися перші малочисельні укріплені пункти — невеликі фортеці та остроги — Цареборисів (1600 рік), Чугуїв (1638 рік), Валки (1646 рік).
Вперше про Валки згадується в «Книге, глаголема большой чертеж» (1627). У 1636 р. згадується як урочище Валки, де з південної сторони було насипано вал для оборони від татар.
На території теперішнього Валківського району у 1646 році було відновлено Перекіпський вал (глибокий рів з високим валом), що перетинав Муравський шлях між верхів'ями річок Мжі та Коломак для оборони від нападу татар. Збудовану фортецю назвали за назвою річки Мжа — Можайськом острогом, а поселення — Можайськом городом на Валках або просто Валками (від слова «валок», невеликий вал).

Роботи із спорудження рубленого города почалися 21 травня 1646 року під керівництвом Бєлгородського воєводи Хілкова. Постійними жителями місцевості у той час були українські переселенці, які мали тут численні пасіки та хутори. У 1665 році місто Валки було перенесено на лівий берег р. Турушки, де вона впадає в річку Мжа — тут воно стоїть і сьогодні.
У 1660—1768 рр. Валки були сотенним містечком Харківського козацького полку.
У квітні 1780 року Валкам був наданий статус міста, яке стало центром повіту. На той час населення міста становило 5446 осіб, у тому числі 5019 військових.
Влітку 1812 року у Валках трапився конфлікт між турецькими військовополоненими та місцевим населенням, який мав численні жертви, відомий як Валківська трагедія.
За переписом 1897 року населення Валок становило 7938 чол. Серед них: 255 дворян, 67 духовних осіб, 50 купців, 1004 міщан, інші — селяни.
На початку ХХ століття Валки і повіт були охоплені значними селянськими повстаннями. У 1902 році селяни розгромили понад 25 поміщицьких економій. З особливою силою повстання проявилися в селах Сніжкові, Благодатному, Сидоренковому. Царський уряд надзвичайно жорстоко його придушив.
Після Лютневої революції в Петербурзі, у Валках та повіті посилився визвольний рух, яким керували українські націонал-демократи.
Після жовтневих подій 1917 р. валківські більшовики зробили спробу проголосити тут радянську владу, але більщість повітової ради їх не підтримала. Радянська окупація сюди була принесена на багнетах тульських робітників у 1919 році.

### Валківське повстання
У квітні 1920 року у Валках розпочалося велике народне повстання. Його очолили колишні військові старшини — Джуваго, Макаренко та Сорокін. Сили повстанців становили від 1500 до 3500 вояків, котрі мали гарячу підтримку населення. Повстанці обрали Український народний уряд, налагодили зв'язок із повстанськими загонами сусідніх районів. Новітні гайдамаки (половина мала лише коси та вила) відбивали мобілізованих до Червоної армії, роззброювали окупантів, захоплювали зброю та військове спорядження.
30 квітня (чи 1 травня) 1920 року відбувся штурм міста Валки загонами повстанців. Захопивши південні околиці, знекровлені сили гайдамаків відступили, а червоні зібрали свіжі сили. Окупантами керував Роберт Ейдеман. Біля села Ков'яги українські повстанці зазнали поразки, було полонено одного з провідників гайдамацтва — Сорокіна. Проте валківське козацтво продовжувало опір — залишки загонів очолив отаман Білецький, котрий вступив у бій із червоним ворогом поблизу села Сніжків. Отаман боровся проти червоного ворога до 1922 року. Далі український опір було зламано.

### Валки за радянської влади
У 1923 році Валки стали районним центром Валківського району.
У 1932—1933 році Валки постраждали внаслідок Голодомору-геноциду, який влаштувала радянська влада. Він забрав життя понад третини селян району.
Німецька окупація міста і району почалась 19 жовтня 1941 року і тривала 23 місяці — до 16 вересня 1943 року, коли бійці Степового фронту (під командуванням маршал Радянського Союзу Івана Конєва), у складі якого було більше 10-ти стрілецьких дивізій, 1 танковий корпус, гвардійський мінометний полк, зайняли район. Місто Валки безпосередньо звільняли 242 і 280 гвардійські стрілецькі дивізії четвертої гвардійської армії.

### Незалежна Україна
1993 р. Валківський район зазнав реорганізації. Частина його території відійшла до відновленого Коломацького району.
12 червня 2020 року, розпорядженням Кабінету Міністрів України № 725-р «Про визначення адміністративних центрів та затвердження територій територіальних громад Харківської області», увійшло до складу Валківської міської громади.
17 липня 2020 року, в результаті адміністративно-територіальної реформи та ліквідації Валківського району, місто увійшло до складу Богодухівського району.
У 2021 році у Валках встановили національний рекорд: 375 людей влаштували одночасний пересвист на традиційній глиняній забавці — валківському свищику.

## Населення

### Мова
За даними перепису 1897 року:
| Мова       | Чисельність, осіб | Доля     |
| ---------- | ----------------- | -------- |
| Українська | 7 343             | 92,50 %  |
| Російська  | 534               | 6,73 %   |
| Інші       | 61                | 0,77 %   |
| Разом      | 7 938             | 100,00 % |

Розподіл населення за рідною мовою за даними перепису 2001 року:
| Мова            | Кількість | Відсоток |
| --------------- | --------- | -------- |
| українська      | 9782      | 95.02 %  |
| російська       | 462       | 4.49 %   |
| білоруська      | 18        | 0.17 %   |
| вірменська      | 16        | 0.16 %   |
| гагаузька       | 1         | 0.01 %   |
| польська        | 1         | 0.01 %   |
| інші/не вказали | 15        | 0.14 %   |
| Усього          | 10295     | 100 %    |

## Галерея

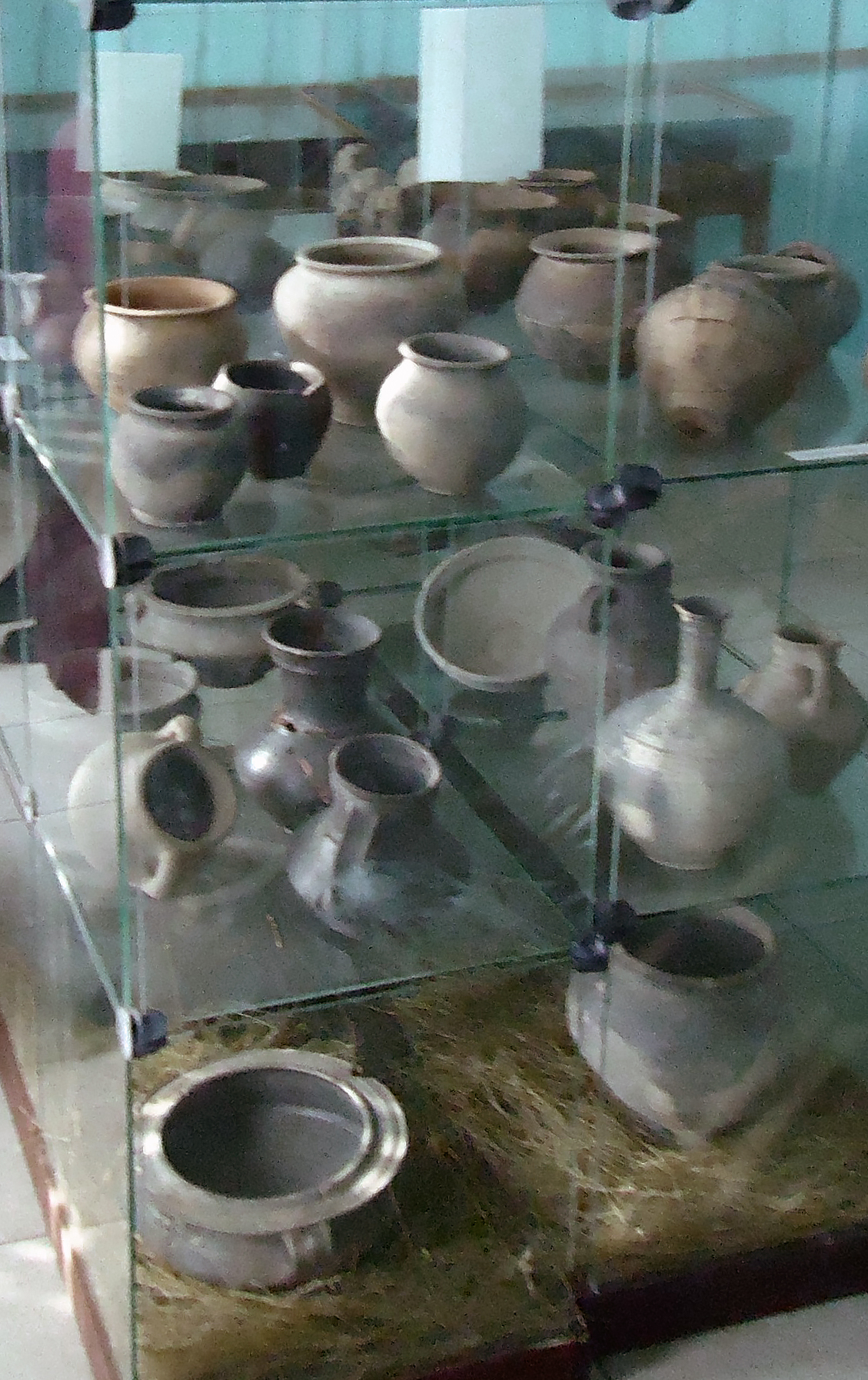
Кераміка черняхівської культури, знайдена під час археологічних розкопок на Валківщині
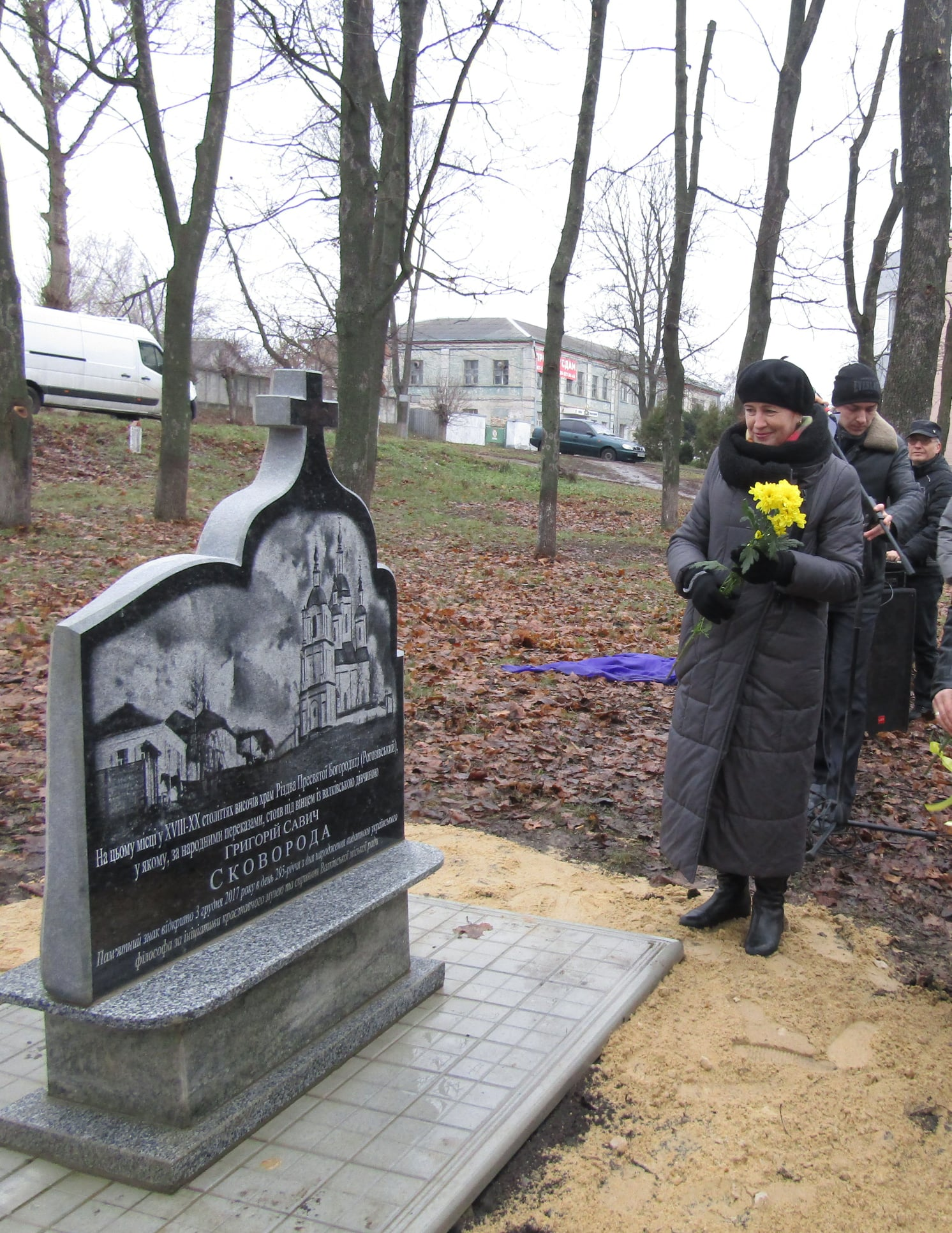
Пам'ятний знак Григорія Сковороди
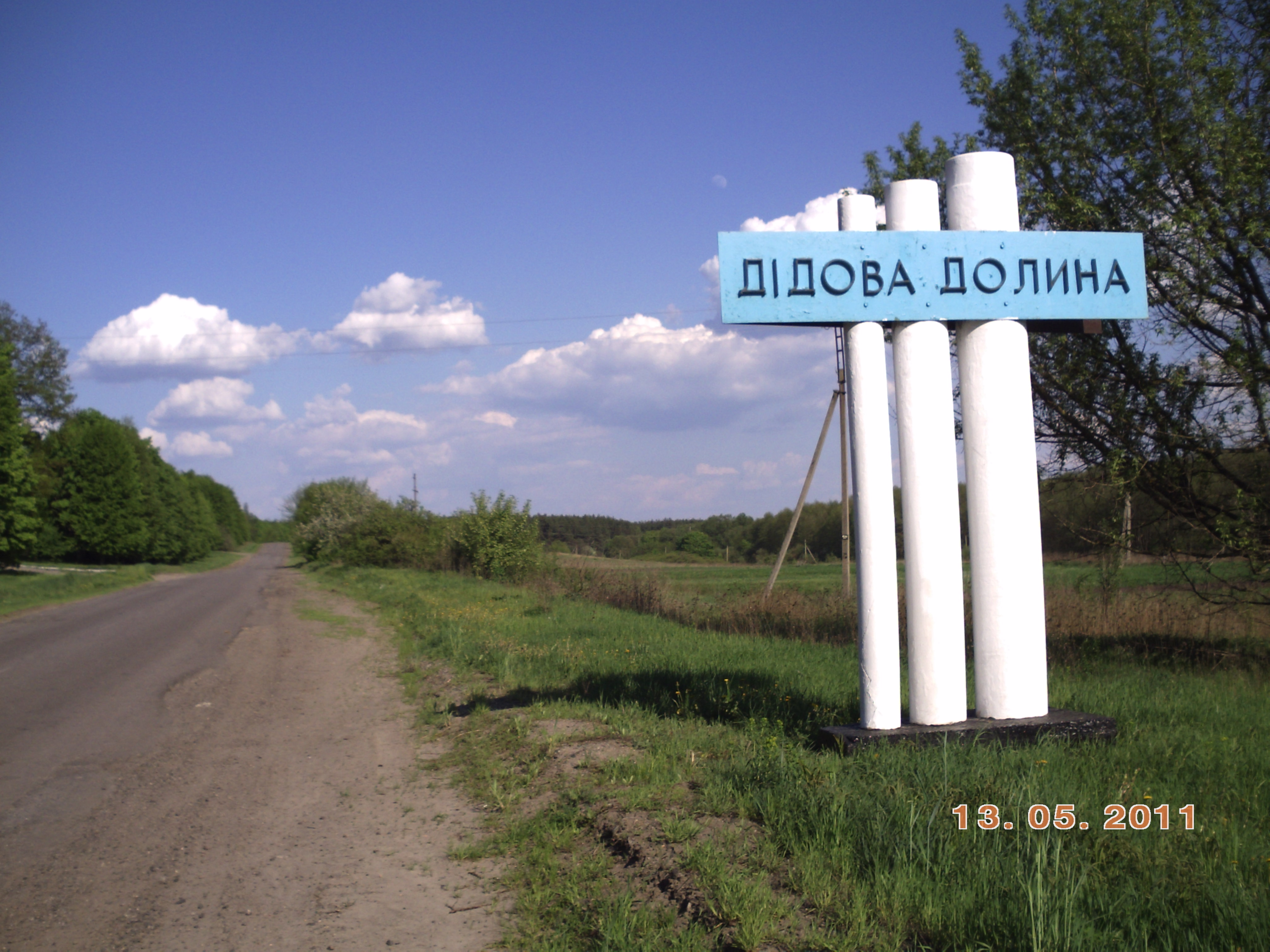
Знак Дідова долина на автодорозі
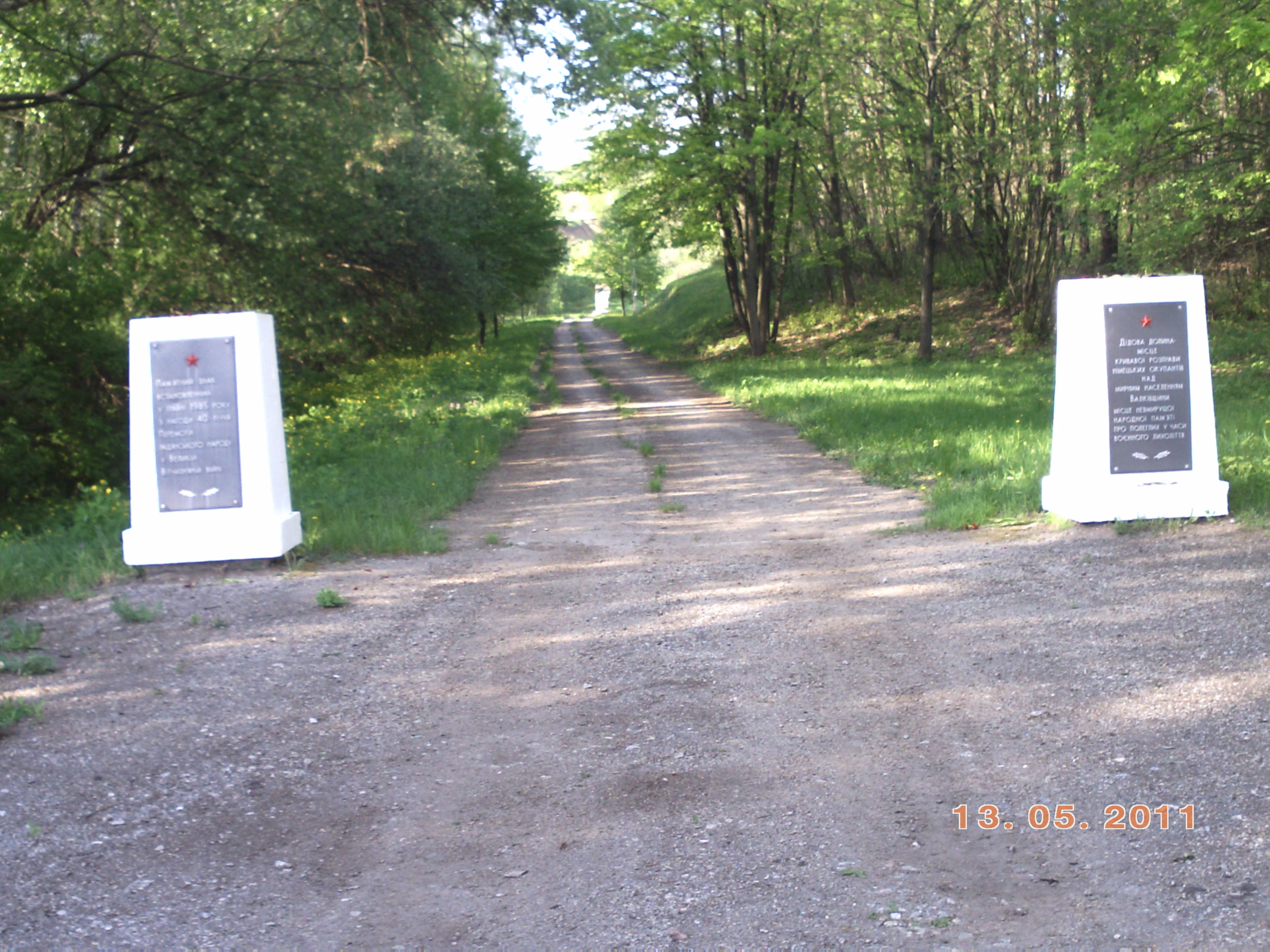
Пам'ятний знак жертвам фашизму (вхід до меморіалу)
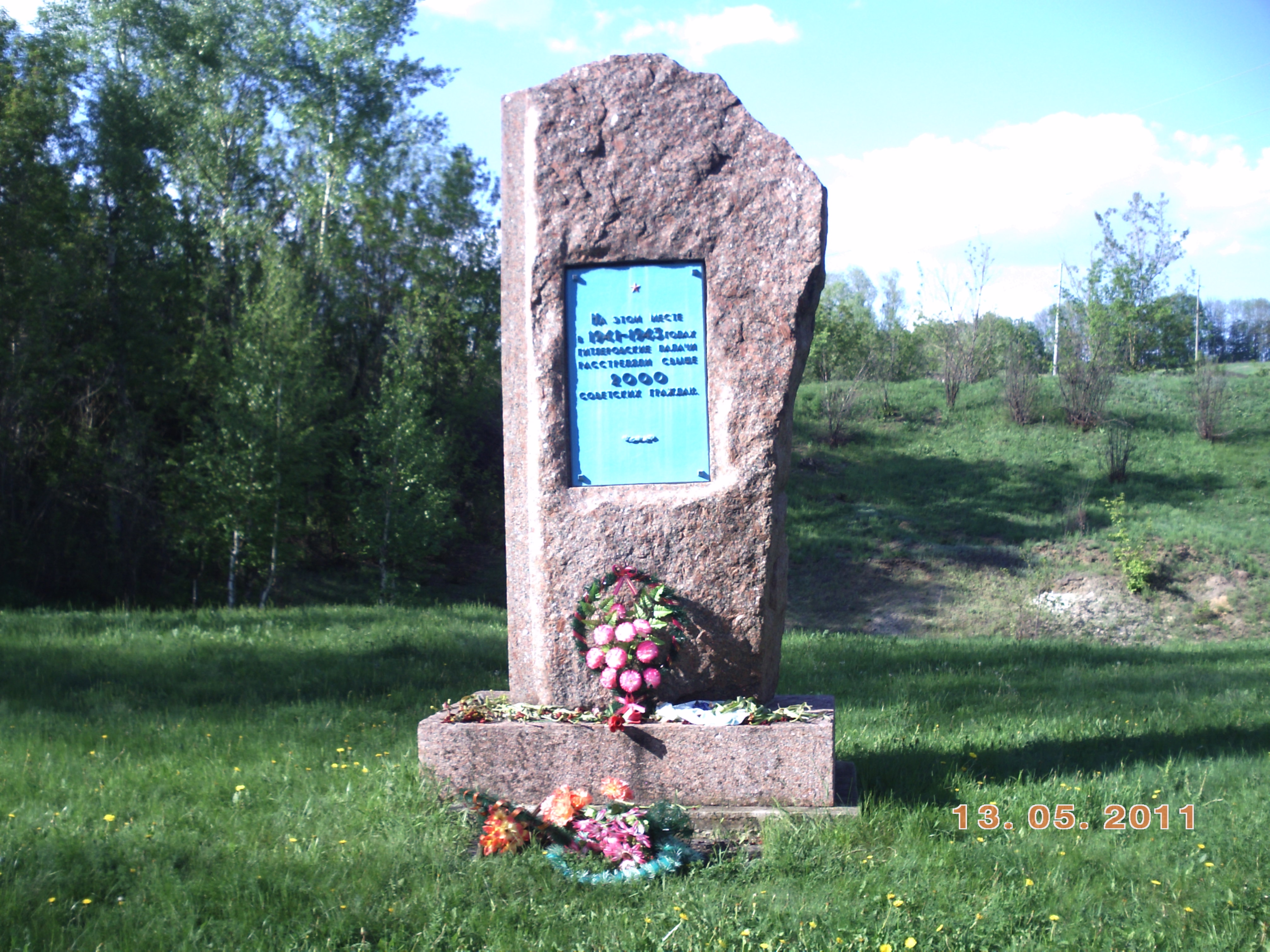
Пам'ятний знак жертвам фашизму
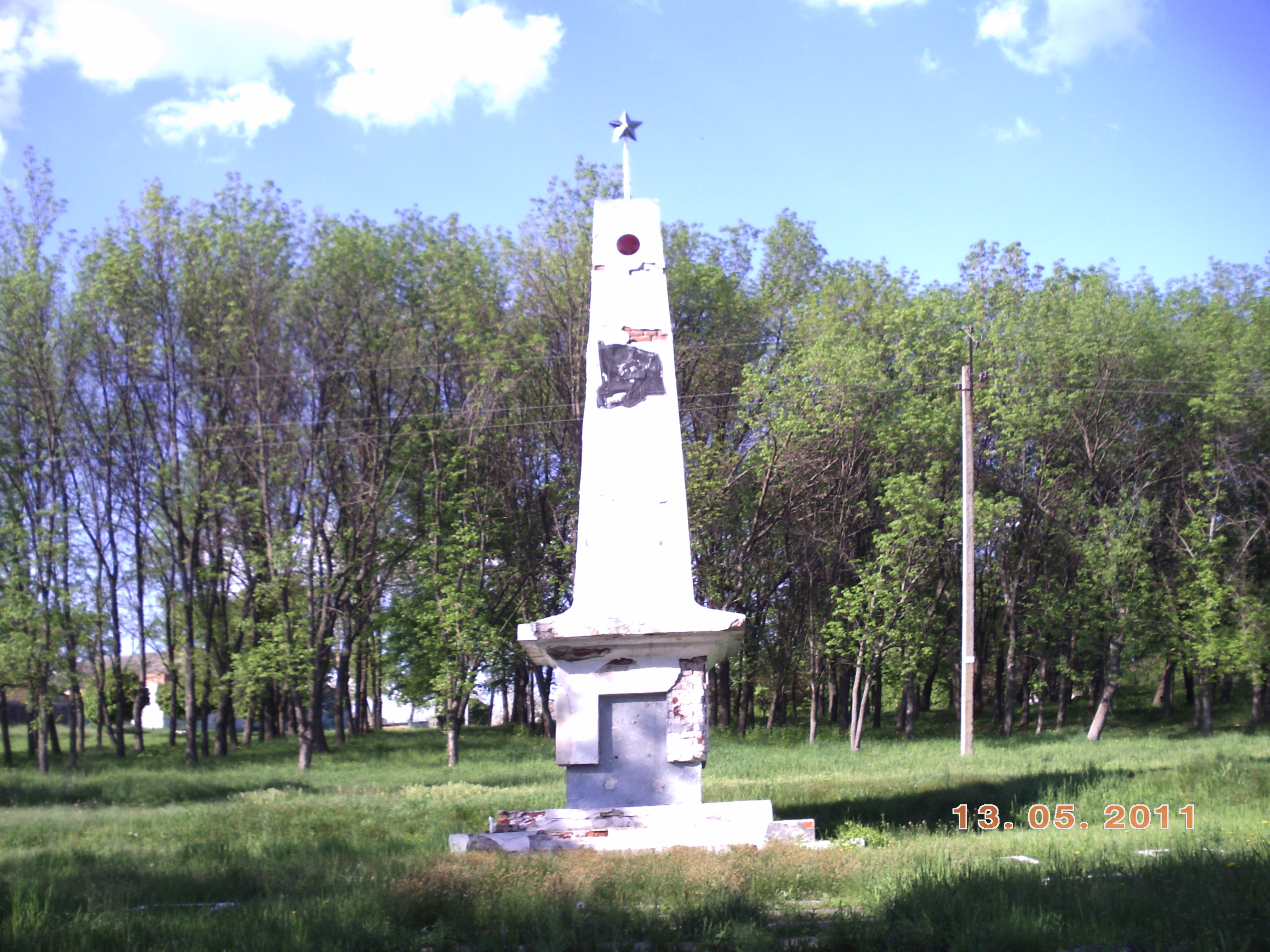
Меморіальне кладовище борців за владу Рад
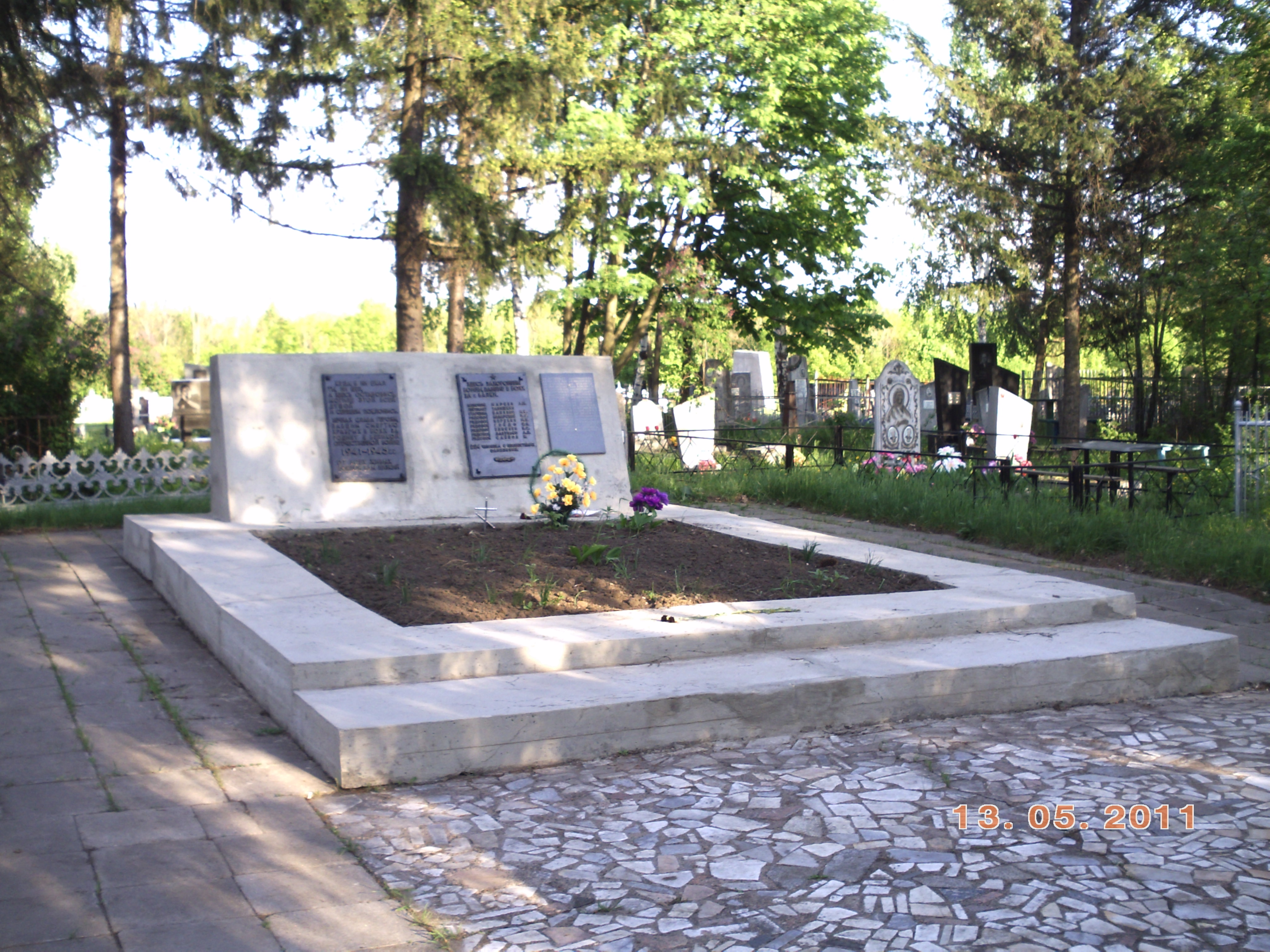
Братська могила радянських воїнів. Рогозове кладовище
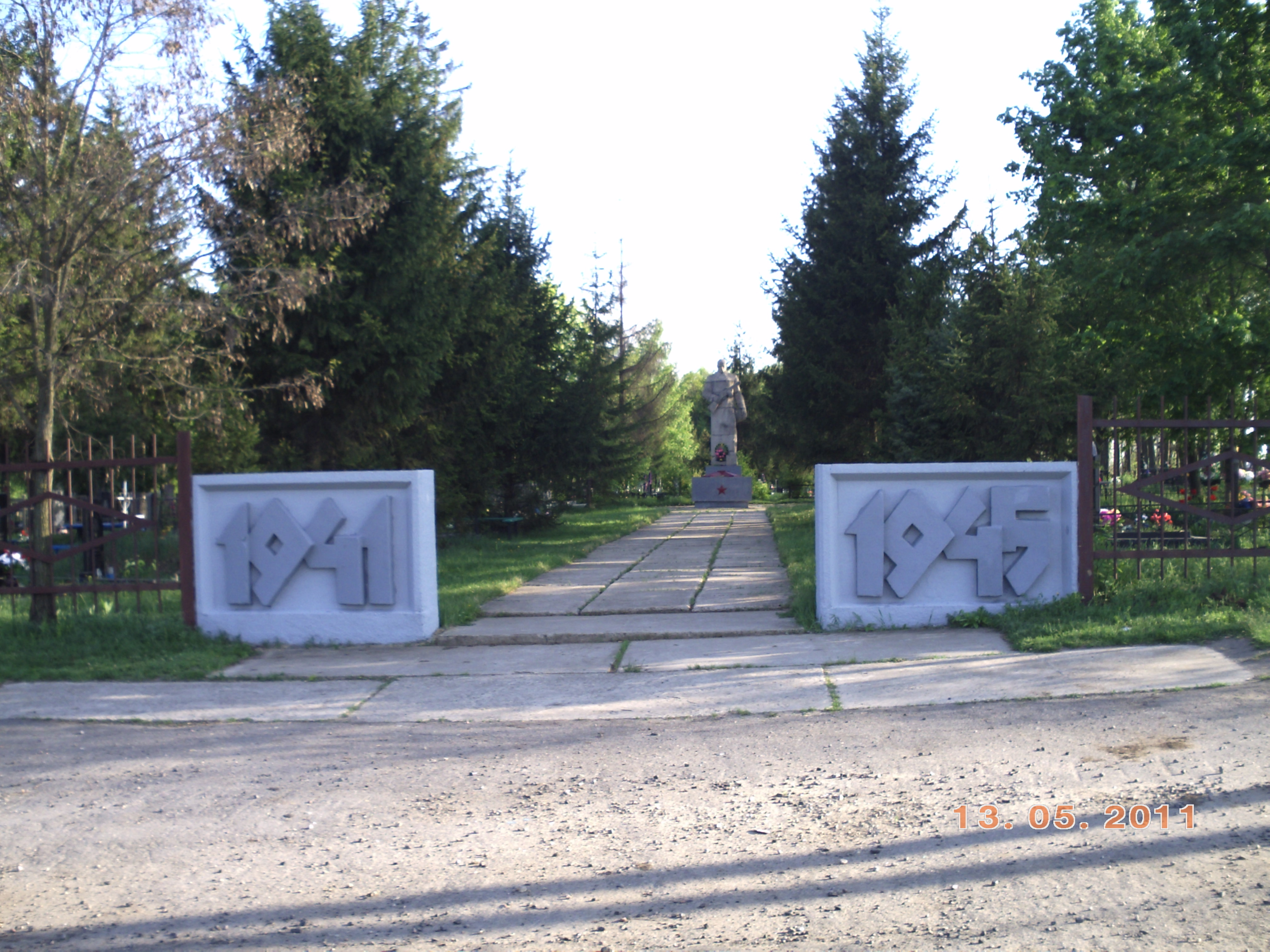
Загальний вигляд меморіалу
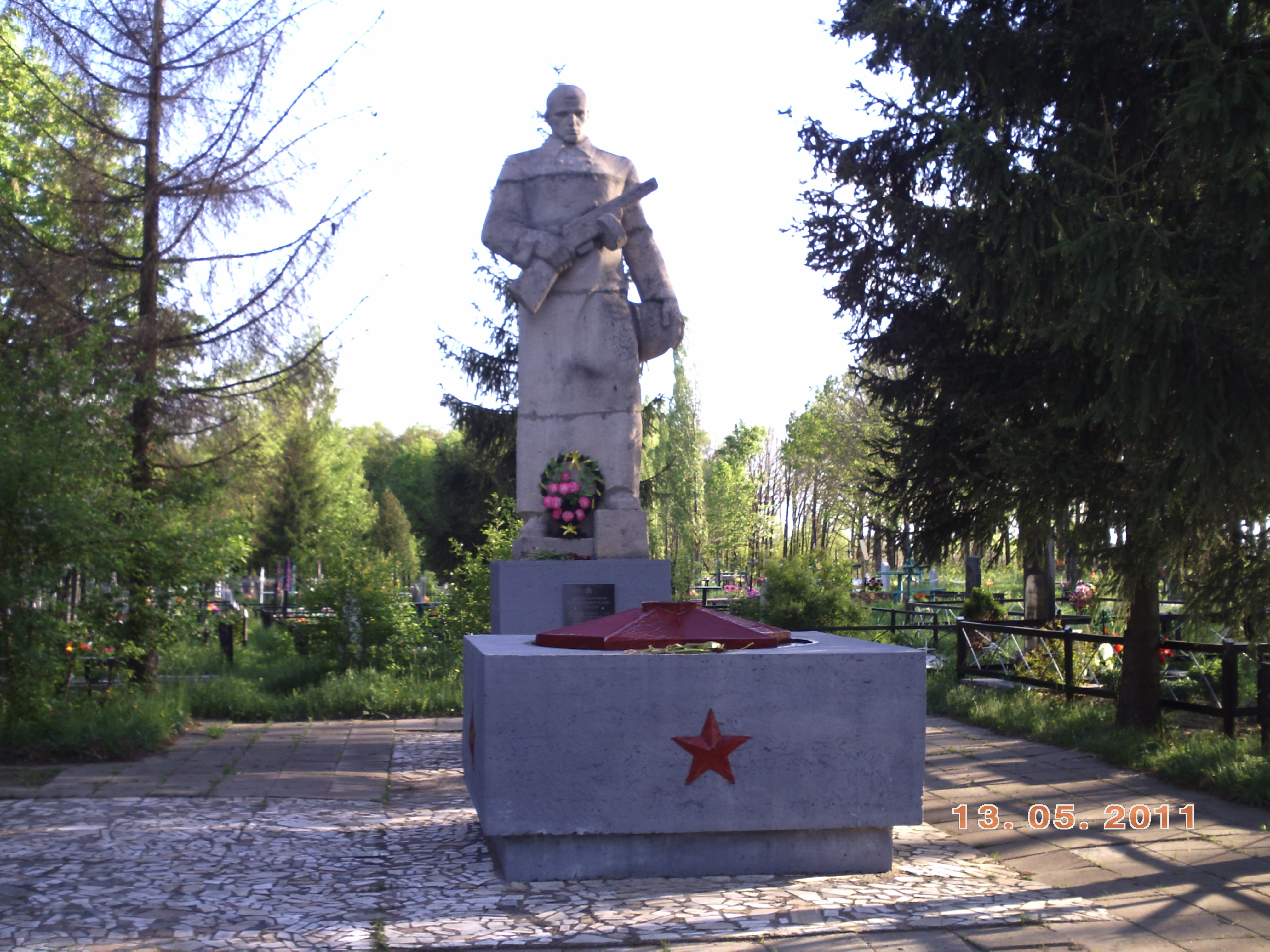
Пам'ятник загиблим. Рогозове кладовище
Меморіальна дошка Андрію Ольховському
Меморіальна дошка Михайлу Пересаді-Суходольському на фасаді Валківського краєзнавчого музею
Пам'ятник захисникам України у Валках
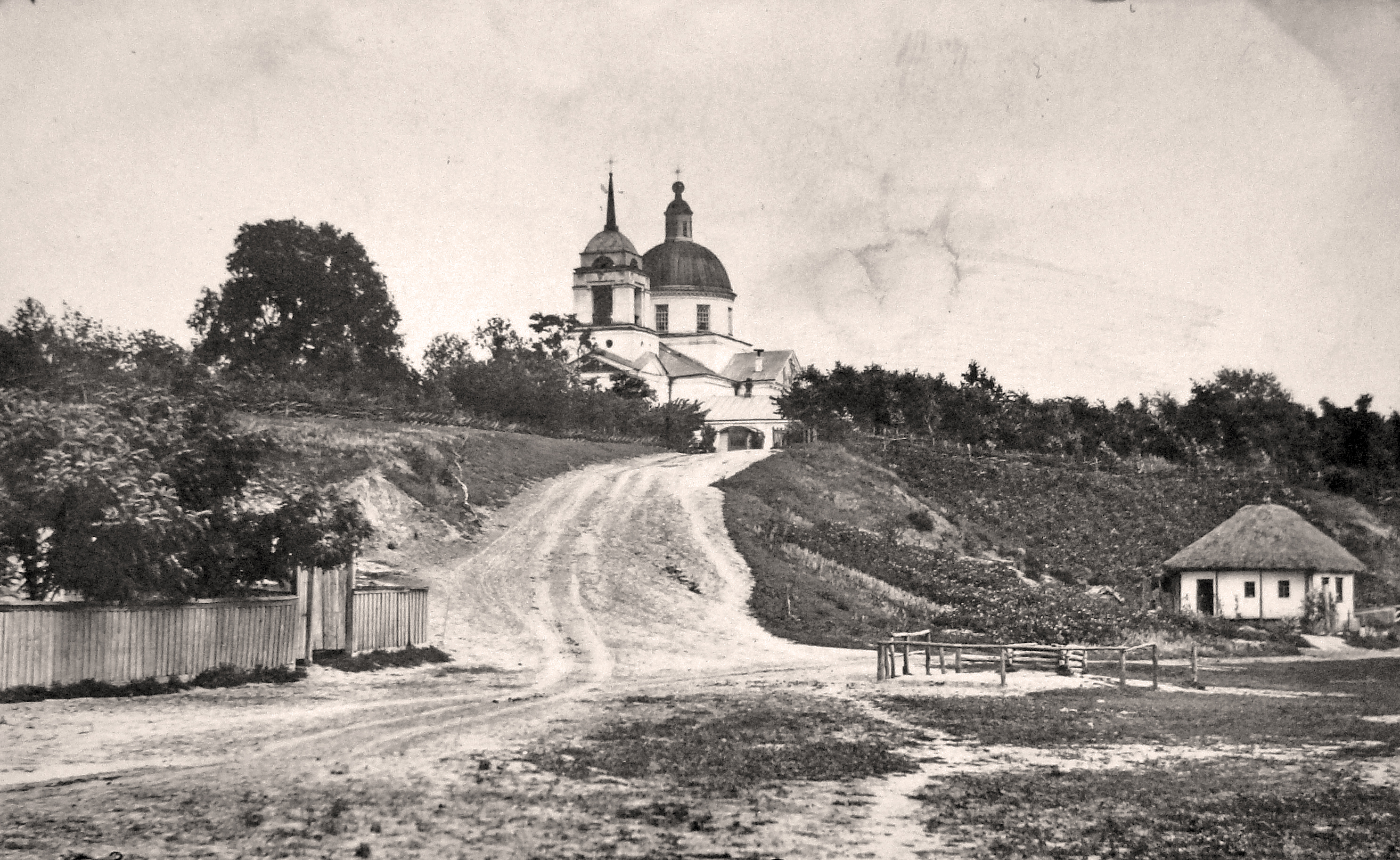
Благовещенська церква у Валках, фото С. Таранушенка, 1914
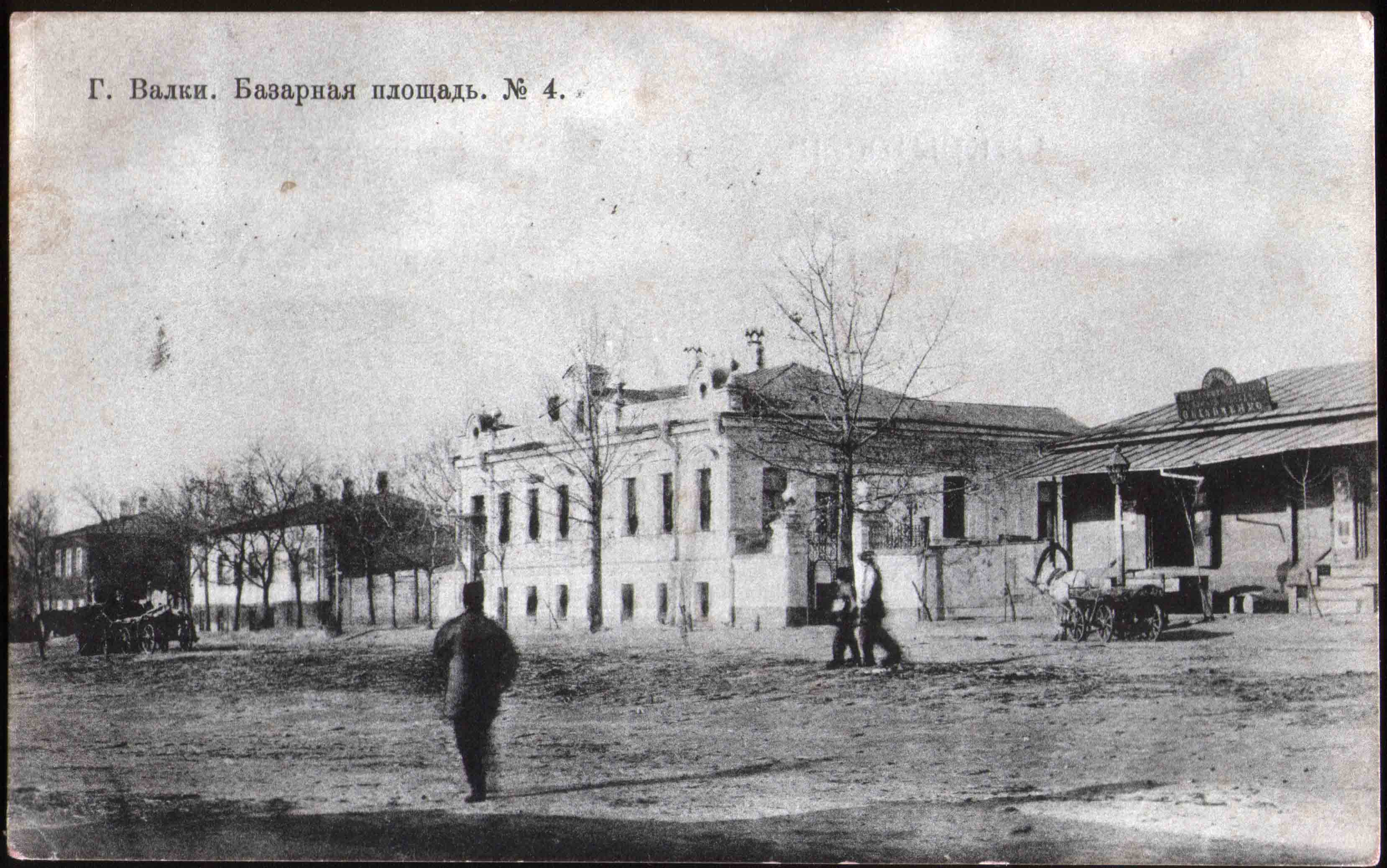
Базарна площа, фото Н. Воскобойникова
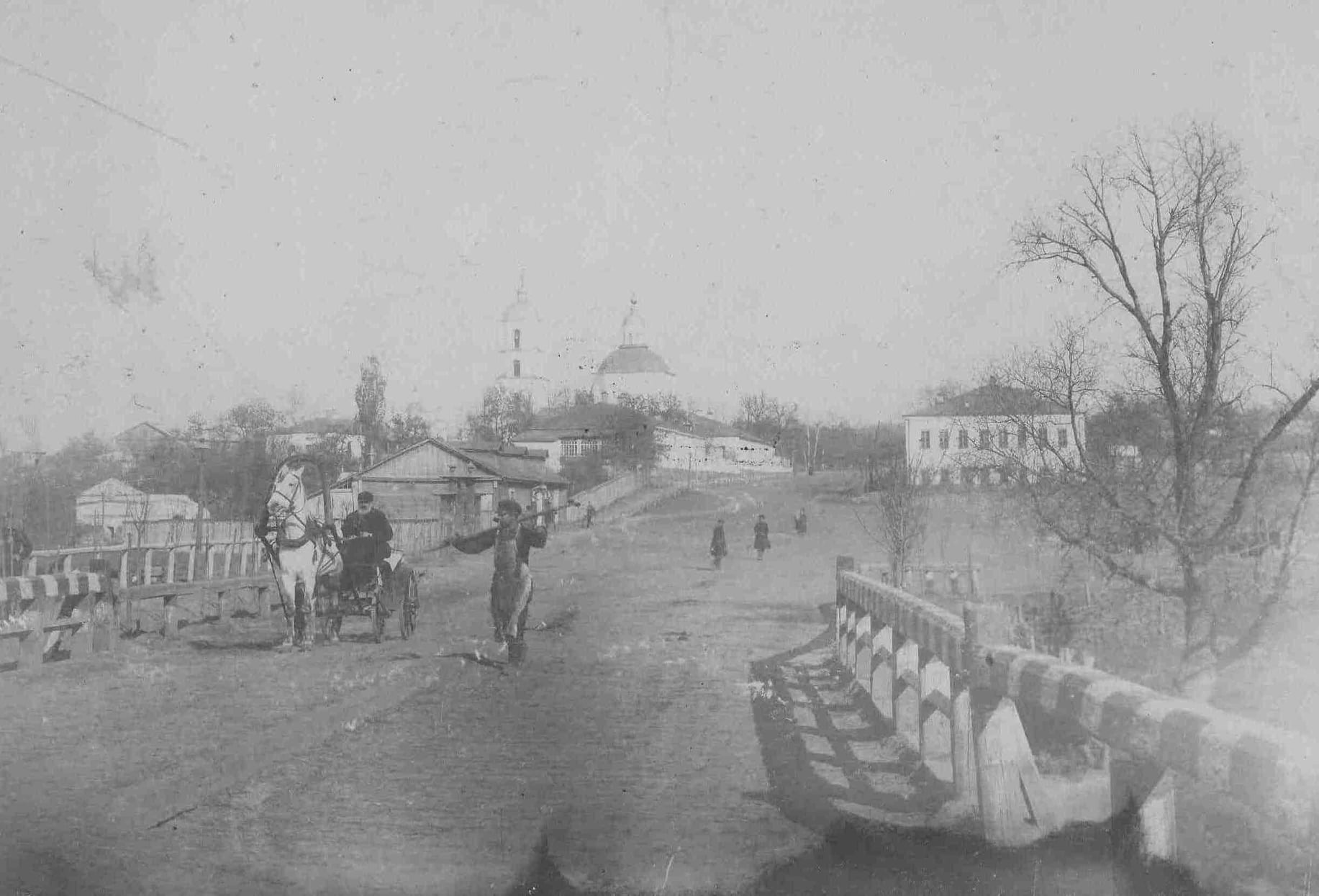
Валки, міст через Мжу, фото О. Голяковського, 1902
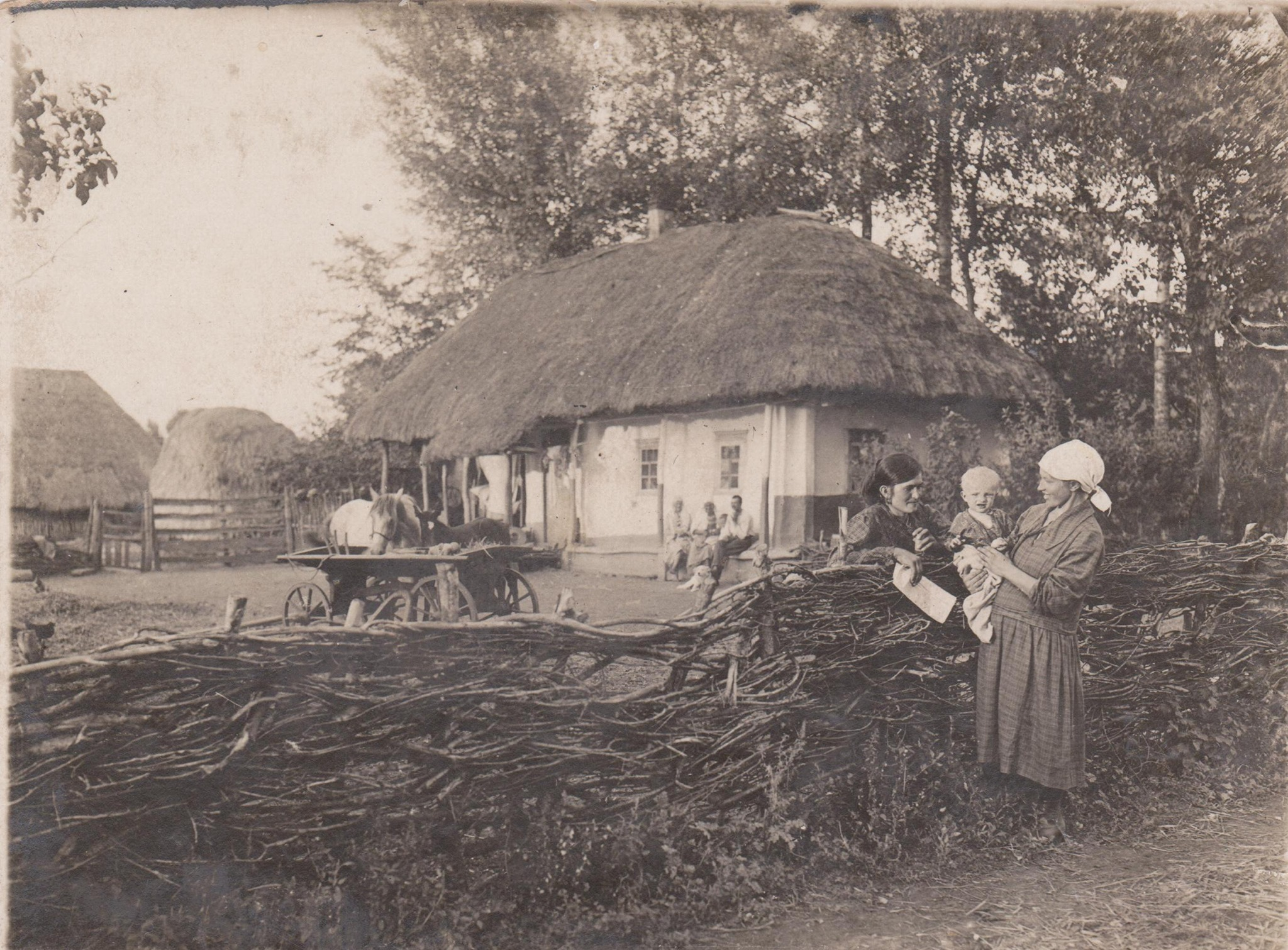
Архівна світлина першого валківського фотографа Олександра Тимофійовича Губського

## Символіка міста
11 квітня 1996 року сесія Валківської міської ради затвердила як геральдичний символ Валок — члена Ліги історичних міст України — герб 1781 року.

## Відомі люди

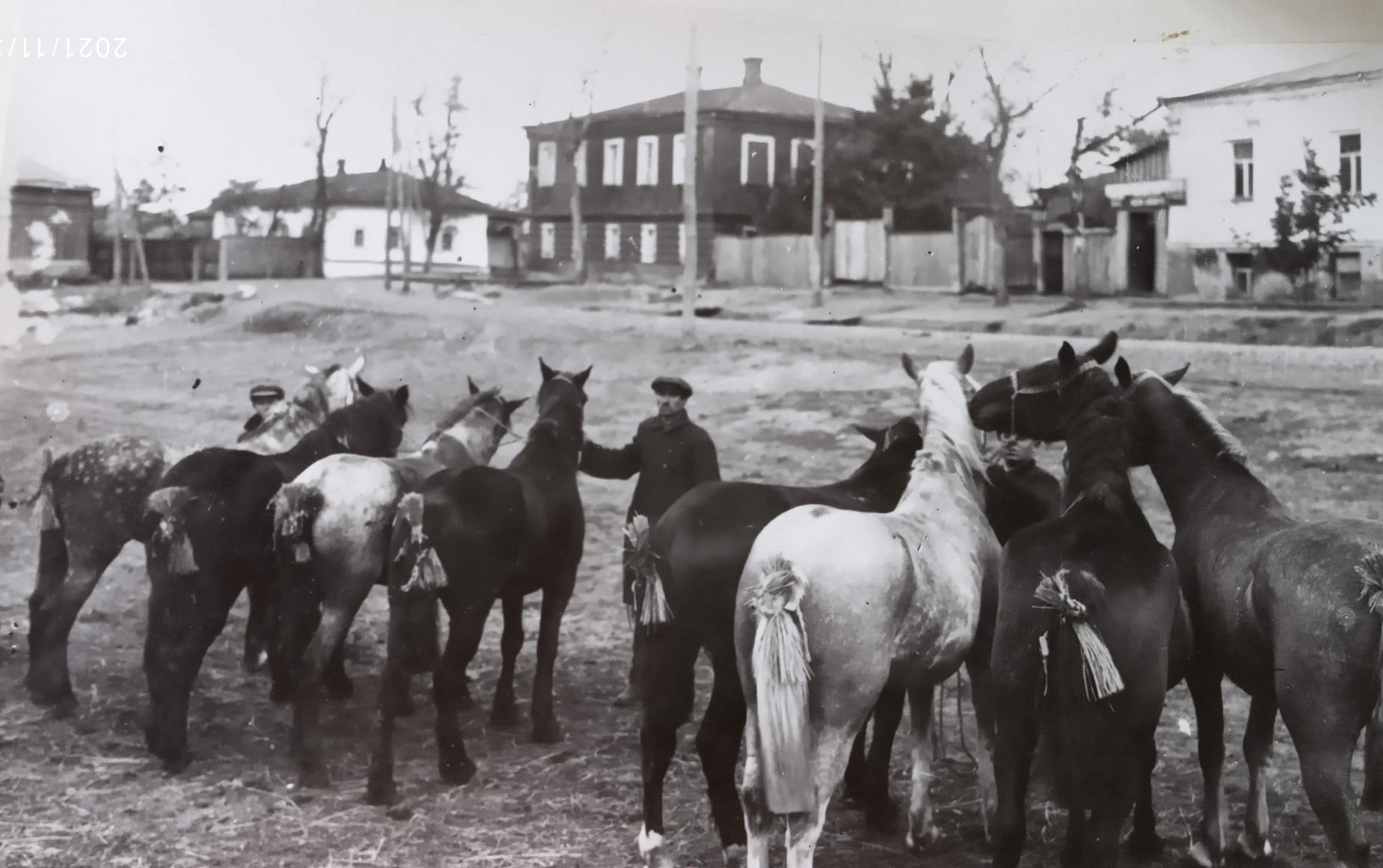
Базарна площа у Валках. Праворуч будинок Сошальських, де гостював Григорій Сковорода. Фото ХІХ ст.

З Валками пов'язане життя і діяльність багатьох видатних людей України. Зокрема, ще у позаминулому столітті торував по ній свої стежки мандрівний філософ-просвітитель Григорій Сковорода, якого саме Валківська земля зцілила від важкої недуги і подарувала солодкі хвилини кохання.
Тут свої перші проби пера робив літератор і журналіст першої половини XIX століття Іван Вернет. Проти царської муштри відчайдушно виступав у Валках у середині позаминулого століття, одягнений у солдатську шинелю, поет Павло Грабовський. Саме в той час, працюючи звичайним провізором у валківській аптеці, розвивав свій поетичний дар український поет Василь Кулик.
Валки змальовані в автобіографічному романі Петра Панча «На калиновім мості», що нагороджений Національною премією України ім. Тараса Шевченка.
Звання Героя Радянського Союзу за подвиги у Другій світовій війні удостоєні два уродженці Валок:
- Коляда Василь Олексійович.
- Новіков Тит Парфенович.

Після важких судових засідань у Валках писав свої гумористичні та сатиричні твори Сергій Петрович Чмельов, який також став жертвою сталінських репресій і загинув в ГУЛАЗі.
Не раз бував у Валках і подовгу жив у родині свого тестя академік-лінгвіст, директор Інституту мовознавства НАН України Леонід Булаховський.
Тільки в післявоєнний час у Валках народилося і поповнило наукові кадри понад 90 відомих сьогодні докторів та кандидатів наук.
Тут довгі роки працював керівником району відомий політик та державник України губернатор Олександр Масельський.
Уродженцями міста є:
- Бреславець Григорій Іванович (1917—2001) — радянський військовик, учасник Другої світової війни, почесний громадянин Бердичева.
- Ващенко Григорій Іванович — радянський державний діяч, 1-й заступник голови Ради Міністрів Української РСР. Депутат Верховної Ради СРСР 7—11-го скликань (у 1966—1987 роках). Депутат Верховної Ради УРСР 5—6-го і 8—10-го скликань.
- Гнідий Федір Іванович — заслужений майстер народної творчості УРСР.
- Дараган Андрій Іванович (1902—1987) — український скульптор.
- Дахневський Петро Євгенович — військовий, громадський діяч; сотник 6-ї гарматної бригади 6-ї Січової дивізії Армії УНР;
- Дудник Роман Олексійович — солдат Збройних Сил України, учасник російсько-української війни, що загинув у ході російського вторгнення в Україну в 2022 році;
- Коцюба Гордій Максимович — український письменник доби розстріляного відродження («Свято на буднях»[9], «Родючість»[9], «Твори»[10], «Перед грозою»[11]. «Майстер кухля»[12] тощо);
- Ольховський Андрій Олексійович — старший лейтенант Збройних сил України, учасник АТО. Загинув 29.08.2014р;
- Пилипенко Михайло Юхимович (1918—2002) — доктор ветеринарних наук, професор.
- Пересада Михайло — генерал-хорунжий Армії УНР;[13]
- Панч Петро Йосипович — український письменник, член «Плугу», ВАПЛІТЕ, ВУСПП. Сотник Дієвої Армії УНР.
- Поповський Володимир Володимирович (* 1940) — доктор технічних наук, професор, відмінник освіти України.
- Ткаченко Михайло Єлевферійович — вчений-лісівник, доктор сільськогосподарських наук;
- Частій Микола Андрійович — український оперний співак;
- Ольховська Любов Іванівна — льотчиця, учасник Другої світової війни, командир ескадрильї 46-го гвардійського нічного легкобомбардировочного авіаполку, лейтенант.
- Гончар Олександр Якович — український військовий, інженер-агроном. Сотник Армії УНР.[14]
- Яценко Олександр Володимирович (1996—2023) — молодший сержант Збройних Сил України, учасник російсько-української війни.

## Культура
У місті працює Валківський краєзнавчий музей.

## Спорт
У місті Валки базується футбольний клуб «Маяк», який представляє Валківщину в чемпіонаті області. У 2018 році «Маяк» виграв Кубок Харківської області з футболу.